# 雪村いづみ
雪村 いづみ（ゆきむら いづみ、1937年〈昭和12年〉3月20日 - ）は、日本の歌手、女優、画家。一般社団法人日本歌手協会相談役。本名は朝比奈 知子（あさひな ともこ）。愛称は本名から「トン子」「トンちゃん」。

## 来歴

### 少女時代
1937年（昭和12年）3月20日、東京府東京市目黒区大岡山（現在の東京都目黒区大岡山）に商社員の朝比奈愛三とその妻千恵子の長女として生まれる。
父・愛三は事業の傍らハワイアンバンド「カルア・カマアイナス」に参加する熱心な音楽家でもあり、幼少期のいづみは戦時下においてもモダンな音楽に日常的に接して育った。1946年（昭和21年）、いづみが9歳の時、当時通信社に勤務していた父・愛三が自殺。1952年（昭和27年）には母・千恵子が経営していた東興映画が倒産し、生活が困窮する。いづみは高校に合格していたが、学費などが支払えなかったため入学を断念。中学卒業後に働き口を探していた。

### 歌手デビュー
仕事を探すなか、気晴らしに新橋のダンスホール「フロリダ」の喫茶室へアイスクリームを食べに行く。当時のダンスホールは生演奏のバンドがジャズを演奏していた。15歳の雪村は英語の歌が歌えるから歌手になろうと決意、歌わせて欲しいと知り合いの浅野支配人に申し出た。浅野は断らずに当時の慣習からすれば異例だがバンドマスターの田中和男（1911～85）へ話をした。戦前から有名なドラマーだった田中は「いいですよ。こっちにおいで」と雪村を呼んだ。雪村はグローリア・デ・ヘヴン（Gloria DeHaven）の『ビコーズ・オブ・ユー』だけが歌えた。田中は、一番目のキーは男性のキーだから高すぎる、ツーコーラスから入りなさいと雪村に指示を出した。歌ったあとに明日から来てもいいけど、給料は出ませんよと言われたが了解し、ここから歌手としての第一歩を始めた。
歌のレパートリーを増やそうと勉強するなか、5月に有楽町の日劇ミュージックホールでひらかれる歌と踊りのレビュー『サンマー・スキャンダル』の煙草売りの少女役のオーディションを受け合格。演出家の丸尾長顕は最初の芸名の名付け親でもある。
7月、日劇ミュージックホールで初舞台を踏みプロ歌手としてデビューした。同年秋には日劇『秋のおどり』に出演。母親と親交があった中村幸昭は雪村が日劇の地下で進駐軍相手に歌うアルバイトをしていたとしている。芸能プロを経営していた木倉博恭は進駐軍のクラブに出演させる歌手を探していたが、新聞で知った雪村を見に日劇に足を運び丸尾の許可を貰った上で、8月下旬に木倉音楽事務所は契約した。木倉が手配し朝五時に新宿駅南口に集まりトラックに乗って進駐軍のキャンプ周りをしていたとする本人の証言がある。
「雪村いづみ」の芸名は翌年の4月のレコードデビュー前に日劇ミュージックホールの所有者であった東宝社長の小林一三が付けた。小林の行きつけの料亭は三つあり、たまたまその日は雪村に行く直前に丸尾から話が来たため決めたとされる。

### 「三人娘」

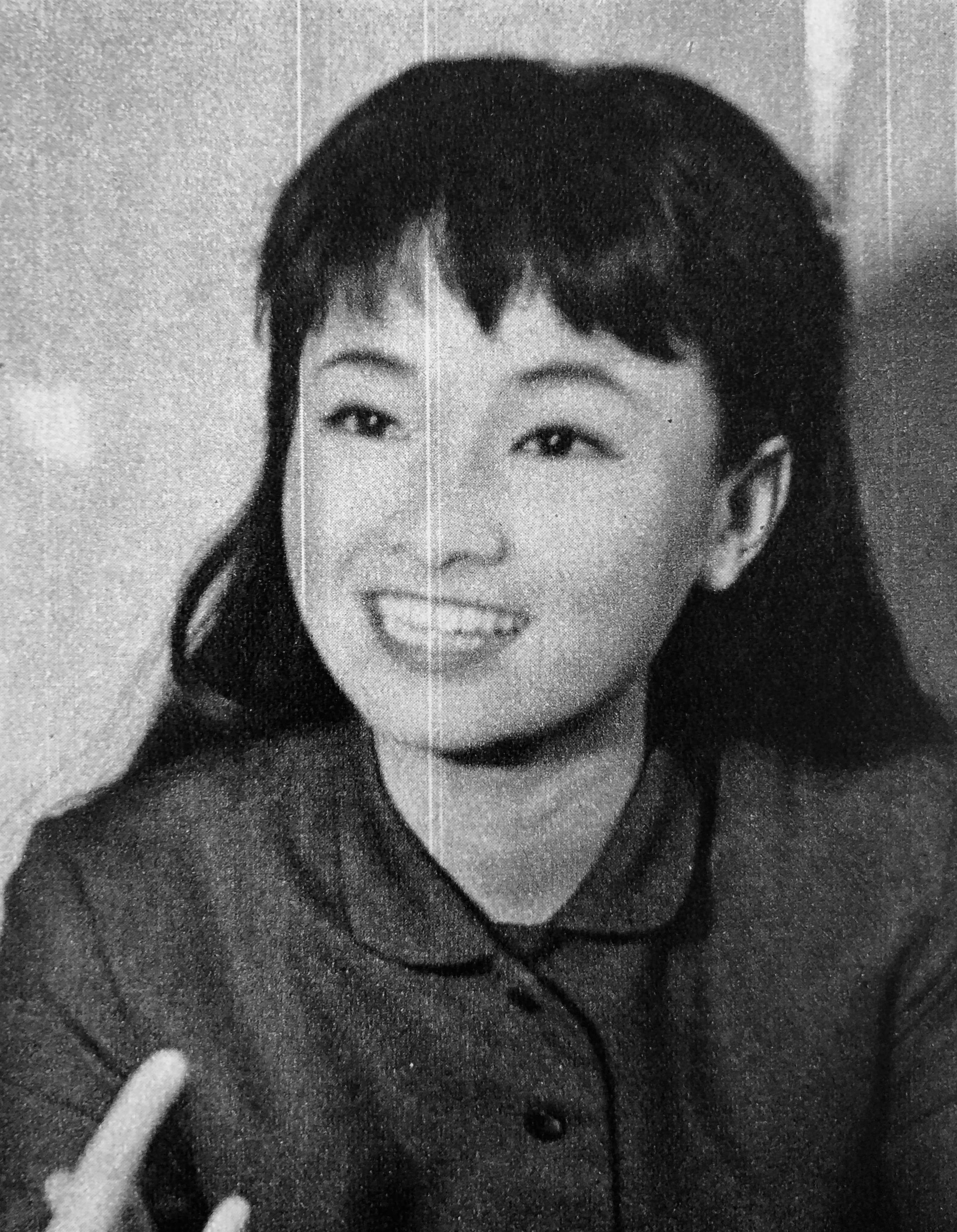
1955年

1953年（昭和28年）4月、井田誠一訳詞、多忠修編曲で、テレサ・ブリュワーのカバー曲『想い出のワルツ』（原題：Till I Waltz Again with You）でビクターからレコードデビュー。発売直後から話題となり、20万枚 の大ヒットを記録した。戦後最短でスターとなったことから「世紀に一人のシンデレラ」とも呼ばれた。その後も『青いカナリヤ』（作詞・作曲：V.C. Fiorino、訳詞：井田誠一）、『オウ・マイ・パパ』、『はるかなる山の呼び声』、『マンボ・イタリアノ』、『チャチャチャは素晴らしい』などの曲をヒットさせて不動の人気を確立。同年代の人気少女歌手である江利チエミ・美空ひばりと共に「三人娘」の一人として称されるようになる。この3人が主演した1955年（昭和30年）公開の東宝映画『ジャンケン娘』は空前の大ヒットを記録。以後、『ロマンス娘』、『大当り三色娘』、少し期間を置いて『三人よれば』が製作された。
映画初出演作は1953年12月公開の松竹系映画『青春三羽烏』であった。1954年（昭和29年）には新東宝と専属契約し、井上梅次監督の歌謡映画4作品に立て続けに主演。同年12月には東宝へ移籍し、1964年（昭和39年）までに約60本の映画に出演する。いわゆる歌手の顔見せ出演に留まらず、石坂洋次郎原作の『山と川のある町』や『青い山脈』などのドラマ性の高い作品で主演を務める一方、当時の人気喜劇映画シリーズだった「社長シリーズ」や「三等重役シリーズ」には準レギュラーとして出演したほか、『嵐』『四十八歳の抵抗』といった文芸大作でも重要な役どころを演じており、女優としても高く評価される。
可憐な容姿や初々しさ、ポージングの的確さなどをイラストレーターの中原淳一に見出され、ファッションモデルとしても活躍。中原や森英恵デザインのファッションショーにも出演した。中原編集の少女雑誌『ジュニアそれいゆ』を中心に『装苑』などのファッション誌をはじめ、数多くの雑誌の表紙やグラビアを飾る。1959年（昭和34年）頃には「ロカビリー3人男」の一人として一世を風靡したミッキー・カーチスとの熱愛が話題を呼び、婚約にまで至ったが後に解消している。またこの年にはいづみの母親が作った借財が8500万円に及ぶことが発覚し、以後約20年に渡って借金返済に苦しむことになる。

### 渡米
1959年に初渡米。ダイナ・ショアの人気番組『The Dinah Shore Chevy Show』（NBCテレビ）に出演してシャーリー・マクレーンなどと共演、芸能各紙から絶賛される。1960年（昭和35年）には全米縦断公演「ホリデイ・イン・ジャパン」出演のため再渡米し、ニューヨークのラテンクオーター劇場を皮切りに全米12都市を1年に渡り公演する。初演直後から評判を呼び、翌1961年4月には『LIFE』誌にも紹介され、日本人の芸能人として初めて表紙を飾った。
1961年（昭和36年）、アメリカ公演時に知り合ったテンプル大学の学生ジャック・セラーを日本へ連れ帰り電撃結婚。長女・朝比奈マリアをもうけるが、1966年（昭和41年）に離婚している。この年、三度目の渡米を果たす。翌1967年（昭和42年）にはアメリカでバリトンサックス奏者の原田忠幸と再婚するも、後に離婚。1970年代には劇団四季所属の飯野おさみ（元ジャニーズ）との同棲も話題を呼んだが、これも後に破局し、以後は独身を貫いている。

### 帰国後
1970年（昭和45年）に帰国し、同年、『涙』で合歓ポピュラーフェスティバル（日本歌謡祭）'70でグランプリと第1回東京国際歌謡音楽祭（世界歌謡祭）で歌唱グランプリを受賞。1972年（昭和47年）には『私は泣かない』で第1回東京音楽祭でグランプリを受賞する。この受賞時のエピソードはなかにし礼の小説『世界は俺が回してる』で詳しく描かれている。
1972年、『週刊実話』、『週刊平凡』に対し、ウソの記事を掲載したとして告訴。同年6月13日。各誌の発行人兼編集人らが東京地方検察庁特捜部に逮捕されている。
1998年（平成10年）に紫綬褒章、2004年にはレコード大賞「功労賞」を受賞。2007年（平成19年）には旭日小綬章を受章。デビューから60年以上を経てもなお意欲的に芸能活動を行っており、2006年（平成18年）には映画『そうかも知れない』で32年ぶりに映画に主演し、認知症の女性を演じた。2010年（平成22年）7月1日付けで一般社団法人日本歌手協会の相談役に就任した。

## 人物・エピソード
- 「雪村」の芸名は、築地にあった料亭「雪村」の常連客であった東宝社長・小林一三との縁に由来する。
- 1964年（昭和39年）の帰国後、当時の日本では導入されていなかった歌手がホスト役を務める「ワンマンスタイル」をいち早く取り入れた1人である。
- 1964年1月に大阪労音リサイタルで披露した「約束」（藤田敏雄作詞、前田憲男作曲）は大きな反響を呼び、久々の大ヒットとなった。この曲は6分余の大作だったため、新たなカッティング技術を導入しての発売となった。この痛烈なる反戦歌は、丸山明宏（現：美輪明宏）の「ヨイトマケの唄」と共に日本のメッセージソングの元祖と呼ばれている。
- 日本人としてプロテストソングやフーテナニーを初めて歌った1人で、いわゆるフォークシンガーの先駆けでもある。ピート・シーガーの作品でピーター・ポール&マリー（PPM）が歌った「花はどこへいったの」「天使のハンマー」を日本で初めて歌った（「花はどこへいったの」はレコード発売早々に話題となったが、著作権問題が発覚し、ヒットし始めた2か月余で放送・販売が中止された）。
- シングル「ある愛の詩」のB面に収録された「水づくし」は、水銀や水爆を歌った歌詞が問題視され、日本民間放送連盟による要注意歌謡曲指定（放送禁止）を受けた[4]。
- 1974年（昭和49年）、作曲家・服部良一の作品を、子息の服部克久が編曲しキャラメル・ママのバックで製作したアルバム『スーパー・ジェネレイション』を発表。
- NHK紅白歌合戦には、1954年（昭和29年）の第5回から1989年（平成元年）の第40回まで、通算10回出場している。1956年（昭和31年）の第7回NHK紅白歌合戦にも出演予定だったが、当日胃痙攣で倒れ、出場できなかった。そのため、「三人娘」の親友である江利チエミがいづみの代役として、胸に出場者の印である赤い花を2輪付けて出場した。
- 荒井由実（現：松任谷由実）の代表曲「ひこうき雲」は、元々はいづみのために書き下ろされた曲である。レコーディングもしたが、諸般の事情で発売されず[注 4]、荒井の歌唱によって世に出た。いづみはこの曲を好んで渋谷ジァン・ジァンなどのステージで歌い、いづみの未発表音源も1990年（平成2年）発売のアルバム『COME ON BACK』で初めて日の目を見た。
- 絵画をたしなむ芸能人の先駆けでもあり、1982年（昭和57年）以来、二科展には連続18回入選。娘の朝比奈マリアも絵画に取り組んでおり、親子展を開催したこともある。
- 1961年（昭和36年）5月には「LIFE」誌国際版の表紙を飾っている。
- 「三人娘」の江利チエミ・美空ひばりとは、いづみと同じく女性歌手としてライバルながらも公私共に大変仲良しだった。しかし、チエミが1982年に45歳、ひばりも1989年に52歳で若くして逝去したが、いづみは二人の臨終に立ち会うことが出来ず、「チーちゃん（チエミ）は北海道、お嬢（ひばり）は神戸で…」と号泣した。その後は、テレビ等で自身の持ち歌よりも二人のヒット曲を積極的に歌い継ぐ形で披露する機会が多くなっている。又「自分には（二人と比較して）ヒット曲がない」と発言することもある。
- 創価学会員である。

## 家族
父親の朝比奈愛三(1911-1946)は大連生まれの満州育ちで、大連中学卒業後慶應義塾大学経済学部を経て商社の千代田組に勤務。1939年に軽井沢で知り合った朝吹英一（朝吹常吉の長男）からハワイアン楽器を習い、朝吹と原田敬策（男爵原田熊雄の長男）、芝小路豊和（男爵芝小路豊俊の長男）とハワイアンバンド「カルア・カマアイナス」を結成し翌1940年より演奏活動を開始、愛三はマネージャーも兼任した。翌年には東郷安正（貴族院男爵議員東郷安の長男）も加わり日比谷公会堂での定期公演やレコード発売など本格的に活動し人気を集めたが、2名の出征が決まり、愛三も1943年に独立して軍需向けの鉄工所を始めることになり退団、バンドは解散した。鉄工場は施設の建設途中で敗戦となったため中止となり、得意の英語を生かして終戦直後に『シカゴトリビューン』誌の特約記者（通訳）となったが翌年自死した。死後、妻の千恵子が映画製作会社「東興映画」を興したが、うまくいかなかった。
歌手で作家の朝比奈愛子は実妹。弟の朝比奈雍三も歌手・俳優（芸名・有光洋二）。タレントの朝比奈マリアは実娘。

## 受賞一覧
- 1957年（昭和32年）度 - ベルリン国際映画祭特別記者賞（ベルリン映画祭に出席したスターの中で、最も人気があって、なおかつチャーミングであったとして受賞）
- 1970年（昭和45年） - 合歓ポピュラーフェスティバル'70グランプリ（「涙」）
- 1970年（昭和45年） - 第1回東京国際歌謡音楽祭（世界歌謡祭）歌唱グランプリ（「涙」）
- 1972年（昭和47年） - 第1回東京音楽祭グランプリ（「私は泣かない」）
- 1982年（昭和57年） - 第37回文化庁芸術祭優秀賞（『ミュージカル・旅立て女たち』）
- 1983年（昭和58年） - 第38回文化庁芸術祭大賞（リサイタル「マイソング・マイライフ」）
- 1992年（平成4年） - '92歌謡ゴールデン大賞（朝日放送主催）
- 1993年（平成5年） - 日本ジャズヴォーカル賞大賞（ジャズワールド紙主催）
- 1994年（平成6年） - 芸術選奨文部大臣賞（『ミュージカル・クッキングガール』）
- 1998年（平成10年） - 紫綬褒章
- 2007年（平成19年） - 旭日小綬章

## ディスコグラフィー

### SP

#### 日本ビクター
- 想ひ出のワルツ／ジャムバラヤ（1953年4月30日、A-5113）
- 私にだけは言はないで／星を見つめないで（1953年7月、A-5114）
- 貴方ひとりのために／ルビー（1953年8月、A-5134）
- はるかなる山の呼び声／アイズ・オブ・ブルー（1953年9月、A-5139）
- ジングル・ベル（1953年11月、A-5143。A面はナンシー梅木「ホーリー・ナイト」）
- ポルトガルの想ひ出／タブー（1953年12月、A-5150）
- お猿の新婚旅行（1953年12月、A-5151。B面は柳沢真一「プリテンド」）
- 涙のチャペル／アマポーラ（1953年12月、A-5153）
- 私は若いから／東京の三人娘（1953年12月、A-5154）
- オウ・マイ・パパ／青いカナリヤ（1954年3月、A-5167）
- シークレット・ラブ／哀愁のワルツ（1954年5月、A-5174）
- 帰らざる河／ウシュカ・ダラ（1954年7月、A-5179）
- 南の花えくぼ／月の光（1954年9月、A-5181）
- 心淋しのブルース／麗しのサブリナ（1954年9月、A-5182）
- 不思議の國のアリス／夢はわが心の願ひ（1954年9月、S-1015）
- 愛の泉／月のチャペルで（1954年11月、A-5186）
- あんみつ姫／愛の眞珠貝（1954年11月、V-41324）
- 月光のセレナーデ／小さな靴屋さん（1955年2月、A-5189）
- 炎のワルツ／インディアン・ラヴ・コール（1955年2月、A-5191）
- 年頃／白百合のワルツ（1955年3月、V-41373）
- はぐれ鳩／お祭り娘（1955年4月、V-41404）
- コンコン・コンガ（1955年5月、V-41382。B面は金色仮面「夜霧のためいき」）
- コ・コ・モ／マンボ・イタリアノ（1955年6月、A-5197）
- ケンタッキー人の歌／スイート・アンド・ジェントル（1955年9月、A-5204）
- ジャンケン娘／夢のマムボ（1955年10月、V-41479）
- グッド・ナイト・スイートハート／ジングル・ベル・マンボ（1955年11月、A-5205）
- チャチャチャは素晴らしい／セブンティーン（1955年12月、A-5207）
- スマイル／慕情（1955年12月、A-5208）
- マンボ・バカン（1956年2月、A-5210。A面は宝とも子「お轉婆キキ」）
- かぐや姫の唄／チャイナ・チャンボ（1956年2月、V-41527）
- チャチャチャはいかが／ペーパー・キッス（1956年3月、A-5209）
- 戀人になって（1956年4月、A-5211。A面はフランク永井「ばらの刺青」）
- オンリー・ユー（1956年4月、A-5212。A面はフランク永井「16トン」）
- ロック・アンド・ロール・ワルツ／理由なき反抗（1956年5月、A-5213）
- みんな年頃旅役者／チャンバラ娘（1956年5月、V-41581）
- エデンの東／恋と結婚（1956年7月、A-5214）
- アイボリー・タワー／さすらいの男（1956年8月、A-5215）
- ケ・セラ・セラ／誇り高き男（1956年10月、A-5216）
- 山と川のある町（1956年11月、V-41615。A面は山田真二「若き日の涙」）
- ラブ・ミ・テンダー／ジャイアンツ（1957年1月、A-5217）
- 悲恋の街（1957年3月、V-41649。B面は山田真二「乗換駅に灯がともる」）
- いとしのシンディ／ブルースを唄おう（1957年4月、A-5218）
- ロックン桜（1957年4月、V-41645。山田真二との共同名義。B面は三浦洸一・藤本二三代「一チョ二チョ三チョ節」）
- ビバップ・ルーラ／ロンサム・カーボーイ（1957年9月、A-5223）
- ロンサム・カーボーイ／SAYONARA（1957年9月、J-5152）
- ブルー・クリスマス（1957年11月、A-5225。B面は浜村美智子「ジングル・ベル」）
- 娘サンドイッチマン／夢の中のプリンス（1958年1月、V-41745）
- サヨナラ／四月の恋（1958年2月、A-5227）
- フジヤマ・ママ／シュガー・キャンデー（1958年5月、A-5230。B面は朝比奈愛子との共同名義）
- ピリカピリカ／時計台の鏡（1958年5月、AE-426）
- 娘ギター弾き（1958年8月、V-41827。A面は朝比奈愛子「いかしてるぜ」）
- 真夜中のブルース／ヤキティ・ヤック（1958年9月、A-5232）
- 銀座マリ（1958年9月、V-41855。A面は朝比奈愛子「東京ブラザー・ガール」）
- 山びこさん物語（1958年11月、V-41895。B面は栗本正・岩瀬寛「御存知か」）

### シングル

#### 日本ビクターレコード事業部 → ビクター音楽産業
- こけしぼっこ（1956年、EV-43。宇野重吉との共同名義）
- 炎のワルツ／小さな靴屋さん（AS-6001）
- マンボ・イタリアノ（1958年、AS-6002。B面は高島忠夫「アイ・ニード・ユー・ナウ」）
- ケンタッキー人の歌／スイート・アンド・ジェントル（1958年、AS-6004）
- さすらいの男／アイボリー・タワー（1956年、AS-6006）
- 娘サンドイッチマン／夢の中のプリンス（1958年1月、VS-68）
- ピリカ・ピリカ／アイヌの子守唄（1958年5月、VS-46）
- フジヤマ・ママ／シュガー・キャンデー（1958年5月、AS-6013。B面は朝比奈愛子との共同名義）
- 娘ギター弾き（1958年8月、VS-121。A面は朝比奈愛子「いかしてるぜ」）
- シャンソン・ダムール／火の玉ロック（1958年8月、AS-6015）
- 真夜中のブルース／ヤキティ・ヤック（1958年9月、AS-6016）
- 銀座マリ（1958年9月、VS-138。A面は朝比奈愛子「東京ブラザー・ガール」）
- 山びこさん物語（1958年11月、VS-162。B面は栗本正・岩瀬寛「御存知か」）
- リメンバー・ミー／女ごころ（1959年、VS-176）
- ロスアンゼルスの日本街／駐車禁止（1959年、VS-224）
- ティーン・エンジェル／マリーナ（1960年、VS-351）
- 恋の片道切符（1960年、AS-6024。ミッキー・カーチスとの共同名義。B面はミッキー・カーチス「おおキャロル」）
- カリシーマ／ママ人形の夢（1960年、AS-6025。B面のバックはスリー・グレーセス）
- 東京の星の下／ラスベガスの月（1961年、VS-551）
- 野盗風の中を走る／おかよ恋唄（1961年、VS-586）
- 初恋の湖（1962年、VS-617。A面は橋幸夫「江梨子」）
- 舞扇（1962年、VS-729。バックは和田弘とマヒナスターズ。B面は三浦洸一「幸福の湖」）
- たった一つの言葉（1962年、VS-792。A面は松尾和子「たそがれのワルツ」）
- 遥かなる山の呼び声（1962年、PV-7。B面は久慈あさみ「黄色いリボン」）
- ジョニー・エンジェル／キッスとツイスト（1962年、PV-16）
- ペチコート作戦／トランペット（1964年、SV-17）
- KONNICHIWA AKA-CHAN／こんにちは赤ちゃん（1964年、SV-35）
- おたんじょう日の歌（1964年、SV-72。A面は和田弘とマヒナスターズ「おかあさんてすてきだな」）
- 河のほとりで／愛を誓いし合唱（1964年、SV-104）
- 約束／ひとりぽっちでだいじょうぶ（1964年、SV-175）
- 花はどこへいったの／天使のハンマー（1964年、SPV-2）
- ハロー・ドーリー／炎のワルツ（1964年、SPV-10）
- ノー・ストリングス／甘い調べ（1964年、SPV-15）
- 若さを歌おう／フーテナニー・ママ（1964年、SPV-18）
- 踊りあかそう／ショウ・ミー（1965年1月、SPV-31）
- 約束／ひとりぼっちでだいじょうぶ（1965年2月、SV-175）
- 雨になにをしたの／みじめな戦争（1965年8月、SPV-50。バックは猪俣猛とウエストライナーズ）
- カプリの恋の物語／2人を許して（1966年5月、SPV-68。バックは猪俣猛とウエストライナーズ・プラス・ストリングス）
- 君を愛す／悲恋（1966年6月、SPV-69）
- おんなの街／置手紙（1970年8月、SV-2050）
- お泣きなさい／また逢うときは微笑んで（1970年9月、SV-2065）
- 涙／ナオミの夢（1971年3月、JET-2027）
- ある愛の詩／水づくし（1971年7月、SV-2161）
- 道／風の中、ふたりは（1971年10月、SV-2188）
- 別れの季節／恋人（1972年5月、SV-2252）
- 私は泣かない／最後の晩餐（1972年8月、SV-2276）
- ためらい／愛の曲（1975年11月、SV-2513）
- はるかなる未来／見果てぬ夢（1976年7月、SV-6023）
- ひこうき雲 (2014年11月12日) ※配信限定

#### 日本コロムビア
- 東京ブギウギ／昔のあなた（1974年8月、P-363）

#### CBS・ソニー
- 今はバラ色が好き／愛だなんててれくさい（1977年10月、06SH-212）
- ドライフラワーのように／あなたとなら（1978年7月、06SHｰ348）
- 娘に／セピア・メモリー（1979年4月、06SH-481）
- 愛の休日／マイウェイ（1979年12月、06SH-679）
- ふたりはライバル／イマージュの果て（1980年10月、07SH-855）
- いとしいあした～あふれる愛に／美しい女（1983年3月、07SH-1268）
- 青いカナリヤ／思い出のワルツ（1984年5月、07SH-1484）

### EP

#### ビクターレコード
- はるかなる山の呼び声／想ひ出のワルツ／オウ・マイ・パパ／星を見つめないで（1957、EV-2001）
- 青いカナリヤ／不思議の国のアリス／泪のチャペル／シークレット・ラヴ（1957、EV-2002）
- 帰らざる河／ウシュカ・ダラ／麗しのサブリナ／心淋しのブルース（1957、EV-2004）
- チャチャチャは素晴らしい／恋人になって／マンボ・バカン／セブンティーン（1957、EV-2009）
- ケ・セラ・セラ／誇り高き男／ラブ・ミー・テンダー／いとしのシンディ（1957、EV-2010）
- フジヤマ・ママ／四月の恋／ラヴレター・イン・ザ・サンド／ビバップ・ルーラ（1958、EV-2012）

### アルバム

#### オリジナル・アルバム
- シャンソン・ダムール （1958年、日本ビクター LV-19）
- 娘サンドイッチマン（1959年、日本ビクター LV-98）
- 雪村いづみのヒットキット集（1962年、日本ビクター LV-247。バックは渡辺弘とスターダスターズ）
- 雪村いづみニュー・ヒット・キット（1964年、日本ビクター SJV-15）
- 約束/雪村いづみ 愛を唄う（1971年、日本ビクター SJX-72）
- スーパー・ジェネレイション（1974年、日本コロムビア JDX-7037。服部良一曲集をキャラメル・ママをバックに雪村いづみが歌う）
- 雪村いづみとポピュラー・ジャズの世界（1975年、日本ビクター CD4B-5089）
- セピア・メモリー（1978年、CBS・ソニー 25AH-554）
- 旅立て女たち（1981年、CBS・ソニー 27AH-1194）
- ジャズ・シンガー（1989年）
- COME ON BACK（1990年4月25日）
- 世紀の歌こころの唄（1992年）
- ブルー・カナリー（1992年）
- I'm a Singer（1994年。男性作詞家・作曲家の書き下ろし作品集。女性で唯一中島みゆきが参加。Epic/Sony Records発売予定が変更され東芝EMIからの発売）
- ミュゼットを唄う（1994年。40周年記念リサイタルのライブアルバム）
- Nothing But the Truth 〜さだまさしを唄う〜（1997年）
- 三人娘を唄う（1998年）
- 思い出のワルツ tribute 三人娘（2013年10月19日）
- トーキョー・シック（2014年2月12日。佐野元春とのコラボレーション・アルバム。CD+DVD）

#### ライブ・アルバム
- ファッショナブル・コンサート IZUMI IN HARAJYUKU（1979年、CBS・ソニー 38AH-713/4）2LP
- STANDARDS 雪村いづみライヴ（1985年、CBS・ソニー  28AH-1946。バックは八木正生トリオ）
- TOO YOUNG -The Session 2017- (2017年6月28日、ビクター) ※配信限定

#### ベスト・アルバム
- ベスト・ヒット・アルバム（日本ビクター GX-30）
- 歌は永遠に　雪村いづみのすべて（1981年、ビクター音楽産業 SJV-20014）
- フジヤマ・ママ 雪村いづみ スーパーアンソロジー 1953-1962（ビクターエンタテインメント、2002年3月21日）3CD
- GOLDEN☆BEST 雪村いづみ '70s&'80s（ソニー・ミュージックダイレクト、2004年3月24日）2CD
- 〈COLEZO!〉雪村いづみ ベスト（ビクターエンタテインメント、2005年3月9日）
- GOLDEN☆BEST 雪村いづみ 〜歩き続けたうたの道〜（ビクターエンタテインメント、2008年4月16日）2CD
- GOLDEN☆BEST 雪村いづみ EMI YEARS（EMIミュージックジャパン、]2013年3月20日）
- スーパー・シック 雪村いづみ オールタイム・ベストアルバム（ビクターエンタテインメント、2014年2月12日）2CD+DVD
- GOLDEN☆BEST 雪村いづみ アーリー・デイズ（ビクターエンタテインメント、2015年5月27日）SHM-CD
- 雪村いづみのすべて 〜想い出のワルツ〜（ビクターエンタテインメント、2017年5月31日）
- スター☆デラックス これでわかっちゃう! いづみ入門（ビクターエンタテインメント、2017年6月21日）

### CMソング
- 想い出の靴下（郡是製糸）
- スーパーソング（ライオン歯磨）
- 泉正宗マンボ（泉酒造）
- パンビタンの歌（武田薬品）
- 横浜銀行の歌（横浜銀行）
- 娘に（ジャノメミシン）

## 主な出演作品

### 舞台・ミュージカル

東宝歌舞伎『忠臣蔵』での大星力弥（1957年12月）

- 第一回東宝ミュージカルス 泣きべそ天女（1956年、東京宝塚劇場） - ビンガ姫 役
- 東宝歌舞伎『忠臣蔵』（1957年12月） - 大星力弥 役
- 東宝・自由劇団提携公演 流浪物語（1960年、東京宝塚劇場） - ブルウテ 役
- 東宝ミュージカル特別公演 ノー・ストリングス（1964年、ヒビヤ芸術座／1965年、名鉄ホール） - バーバラ・ウッドラウ 役
- 日本ゼネラルアーツ・劇団四季提携特別公演 アプローズ（1973年、日生劇場） - イヴ・ハリントン 役
- 日本ゼネラルアーツ・劇団四季提携特別公演 メイム（1973年、日生劇場） - メイム・デニス 役（越路吹雪途中降板のため6月8日より代演）
- 日本ゼネラルアーツ・劇団四季提携公演 ウエストサイド物語（1974年、日生劇場他） - マリア 役
- 文化庁移動芸術祭ミュージカル公演・東宝ミュージカル特別公演 マイ・フェア・レディ（1975年、全国20会場） - イライザ・ドゥーリトル 役
- リボン・ミュージック・オフィス／劇団薔薇座制作 旅立て女たち（1981年、原宿ラフォーレ・プラザ） - ヘザー 役
- ミュージカル坂本龍馬・（主演・西城秀樹。1989年・1991年、新神戸オリエンタル劇場・日本青年館） - お登勢 役
- MIN−ON・創作ミュージカル クッキングガール（1993年、東京芸術劇場中ホール他30都市45回公演） - 主役
- MIN−ON・TBSラジオ 主催 おかしなふたり　楽屋でスイング　SWINGIN’BACKSTAGE (ニューヨークのオフ・ブロードウェイの楽屋の設定)（1995年、東京芸術劇場中ホール）

### ラジオ番組
- 雪村いづみショー（1955年、ニッポン放送）
- 雪村いづみアワー（1956年 - 1959年、ニッポン放送）
- 青春三人娘（カメラは見ている）（1958年、NHKラジオ第1）
- トンコは出勤5分前（1960年、ニッポン放送）
- いづみでスタート（1964年 - 不明、ニッポン放送）

### 映画

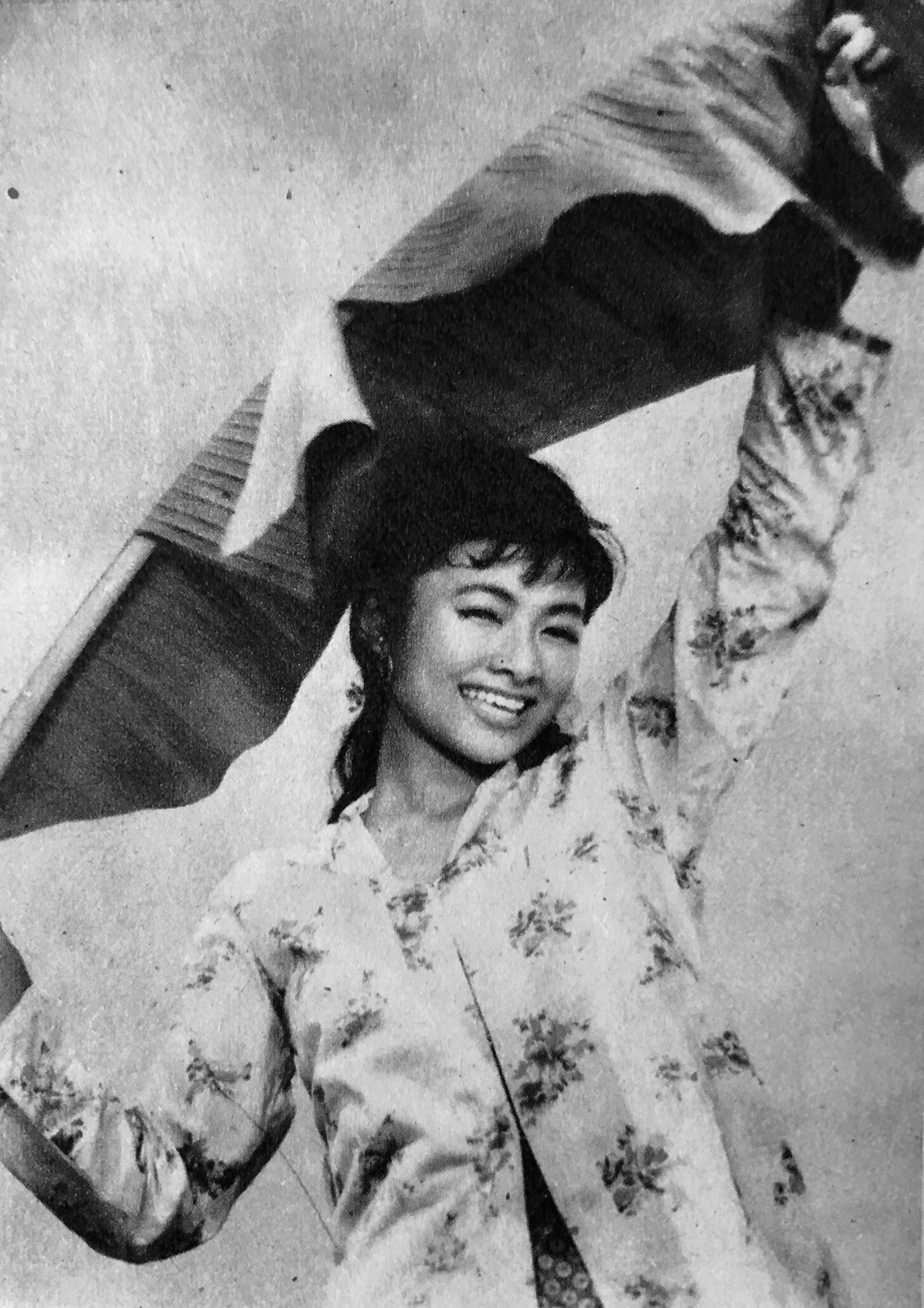
『トラン・ブーラン 月の光』（1954年）

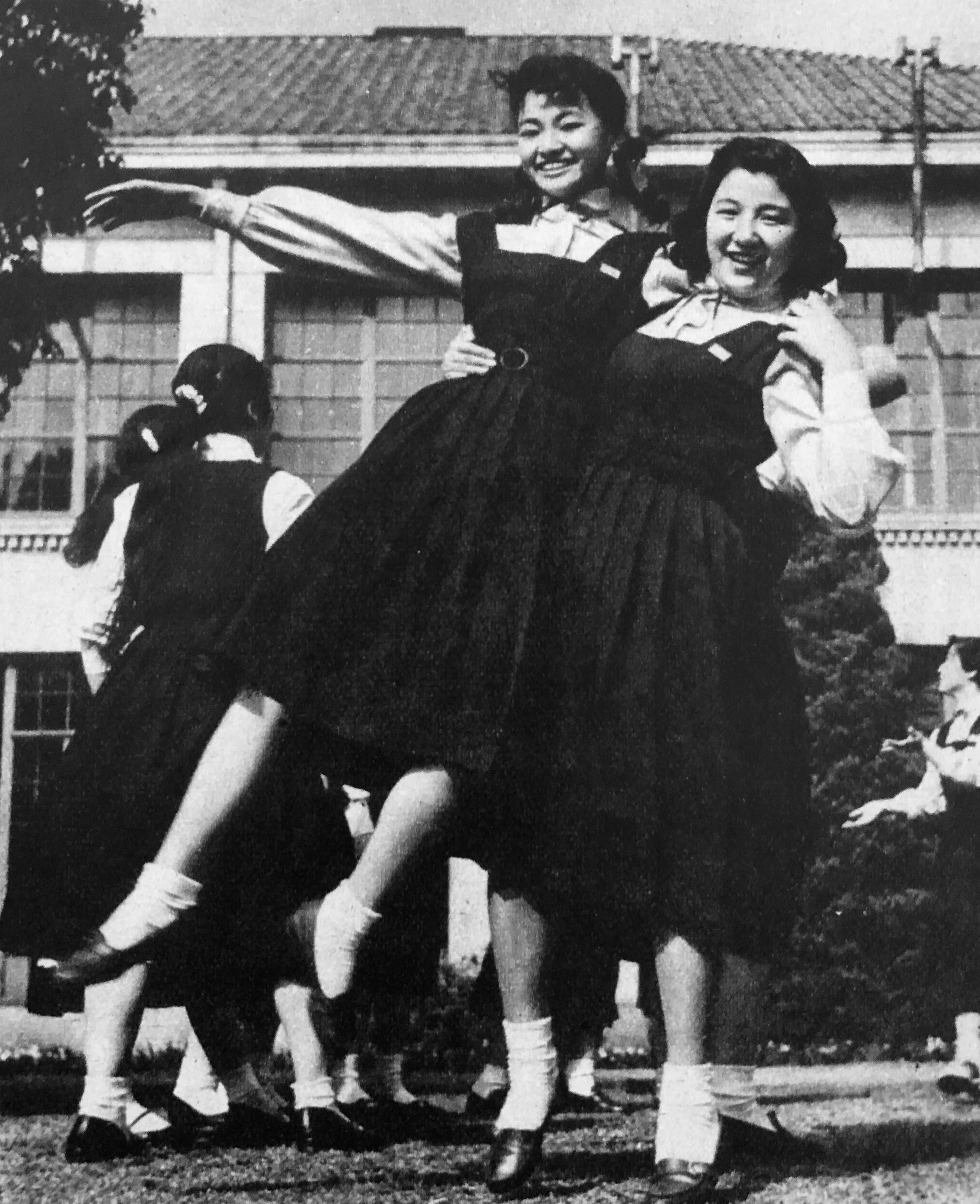
『制服の乙女たち』（1955年）

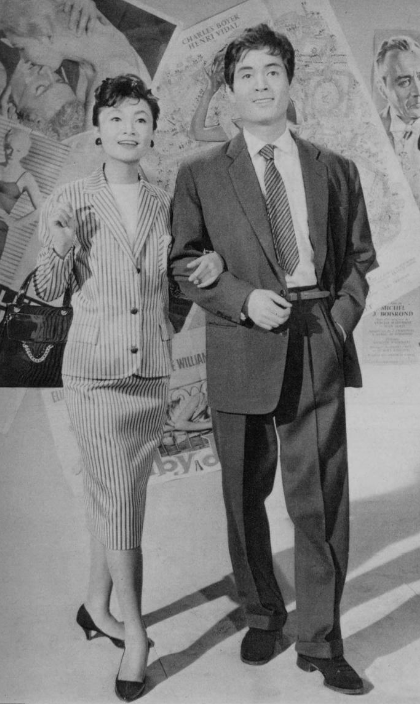
『結婚のすべて』（1958年）

- 青春三羽烏（1953年12月8日、松竹）*特別出演
- 娘十六ジャズ祭り（1954年1月9日、新東宝）*青木みゆき役
- 東京シンデレラ娘（1954年4月26日、新東宝）*みどり役
- 乾杯!女学生（1954年6月29日、新東宝）*夕子役
- 土曜日の天使（1954年8月24日、東宝）*マスミ役
- トラン・ブーラン 月の光（1954年9月21日、新東宝）*ベルダ役
- あんみつ姫・甘辛城の巻（1954年11月10日、東宝）*あんみつ姫役
- あんみつ姫・妖術競べの巻（1954年11月23日、東宝）*あんみつ姫役
- 結婚期（1954年11月16日、東宝）*特別出演
- 浮かれ狐千本桜（1954年12月28日、新東宝）*いづみ狐役
- ジャズ娘乾杯（1955年3月21日、東宝）*三人娘の一人・美子役。江利チエミと初共演。
- 大番頭小番頭（1955年4月3日、東宝）*絹子役
- 歌まつり満月狸合戦（1955年5月1日、新東宝）*三人娘の一人・お雪役。美空ひばりと初共演。
- 制服の乙女たち（1955年5月25日、東宝）*峯村知子役
- 女の学校（1955年8月21日、東宝）*志賀富子役
- ジャンケン娘（1955年11月1日、東宝）*雛菊役
- オテナの塔 前篇（1955年12月28日、東宝）*歌江役
- オテナの塔 後篇（1956年1月8日、東宝）*歌江役
- 花嫁会議（1956年1月14日、東宝）*雪枝役
- 女房族は訴える（1956年4月4日、東宝）*ユカリ役
- 青い芽（1956年5月3日、東宝）*のり子役
- あなたも私もお年頃（1956年6月21日、大映）*西条ゆかり役
- 恋すれど恋すれど物語（1956年8月1日、東宝）*長崎小町泉子役
- お嬢さん登場（1956年8月8日、東宝）*トンコちゃん役
- ロマンス娘（1956年8月15日、東宝）*ミチル役
- 嵐（1956年10月24日、東宝）*水沢未子役
- 四十八歳の抵抗（1956年11月14日、大映）*ユカ役
- 歌う不夜城（1957年1月9日、東宝）*南原アキ子役
- 極楽島物語（1957年1月29日、東宝）*踊り子ヅーミ役
- 山と川のある町（1957年2月12日、東宝）*のぶ子役
- ロマンス誕生（1957年5月15日、東宝）*花村まさみ役
- 大当り三色娘（1957年7月13日、東宝）*楠ミチオ役
- 青い山脈（1957年10月27日、東宝）*寺沢新子役
- 続 青い山脈（1957）（1957年11月19日、東宝）*寺沢新子役
- 青春航路（1957年12月1日、東宝）*スター役
- 社長三代記（1958年1月3日、東宝）*福原トメ子役
- 大当り狸御殿（1958年2月26日、東宝）*きぬた姫役
- 続・社長三代記（1958年3月18日、東宝）*福原トメ子役
- アンコール・ワット物語 美しき哀愁（1958年3月25日、東宝）*歌う女役
- 恋は異なもの味なもの（1958年4月1日、東宝）*光子役
- 東京の休日（1958年4月15日、東宝）*チャイナ・マンボ役
- 弥次喜多道中記（1958年4月29日、東宝）*お雪役
- 結婚のすべて（1958年5月26日、東宝）*土井康子役
- ロマンス祭（1958年8月12日、東宝）*花村むつみ役
- 希望の乙女（1958年9月10日、東宝）*藤村テルミ役
- 大学の人気者（1958年9月30日、東宝）*矢田はるみ役
- 若い娘たち（1958年10月7日、東宝）*石浜カナ子役
- 勢揃い江戸っ子長屋（1958年12月20日、東宝）*おそめ役
- サザエさんの結婚（1959年1月9日、東宝）*平目スナ子役
- こだまは呼んでいる（1959年1月23日、東宝）*三好タマ子役
- 大笑い江戸っ子祭（1959年2月3日、東宝）*お菊役
- 森の石松幽霊道中（1959年7月14日、東宝）*お清役
- 新・三等重役（1959年8月9日、東宝）*舞子役
- サザエさんの新婚家庭（1959年8月23日、東宝）*花村むつみ役
- 独立愚連隊（1959年10月6日、東宝）*慰安婦トミ役
- 花嫁さんは世界一（1959年11月22日、東宝）*石川君子役
- 夜霧の決闘（1959年12月1日、東宝）*扇圭子役
- サザエさんの脱線奥様（1959年12月26日、東宝）*花村むつみ役
- 新・三等重役 旅と女と酒の巻（1960年1月15日、東宝）*八代舞子役
- 嵐を呼ぶ楽団（1960年2月28日、東宝）*天路ルリ子役
- 第三波止場の決闘（1960年4月17日、東宝）*由利役
- 太陽を抱け（1960年6月15日、東宝）*津村洋子役
- 新・三等重役 亭主教育の巻（1960年7月12日、東宝）*八代舞子役
- 野盗風の中を走る（1961年11月22日、東宝）*かよ役
- 社長漫遊記（1963年1月3日、東宝）*上野勝子役
- 続・社長漫遊記（1963年3月1日、東宝）*上野勝子役
- ひばり・チエミ・いづみ 三人よれば（1964年5月16日、東宝）*月村恵子役
- 君も出世ができる（1964年5月30日、東宝）*片岡陽子役
- 人間革命（1973年10月6日、東宝）*大喧嘩をする妻役
- 「さよなら」の女たち（1987年、東宝）*山之内淑恵役
- 笑う蛙（2002年7月6日、オフィス・シロウズ＝メディアボックス）*稲松早苗役
- ヒナゴン（2005年7月30日、ビデオプランニング）*絹代役
- そうかもしれない（2006年9月30日、シナジー）*高山ヨシ子役
- キセキの葉書（2017年11月4日、ミューズ・プランニング）*大守キヨ役
- 兄消える（2019年5月25日、エレファントハウス、ミューズ・プランニング）

### テレビドラマ
- わが家の青春（1958年、KRテレビ）
- キイハンター 第157話「キイハンター皆殺し作戦」（1971年、TBS）
- 顔で笑って 第24話「新婚旅行は歩いて行くわよッ」（1974年、TBS / 大映テレビ） - 上条綾子 役
- ザ・ボディガード（1974年、テレビ朝日） - 宮城花恵 役

### NHK紅白歌合戦出場歴
| 年度/放送回               | 回 | 曲目                         | 出演順      | 対戦相手          | 備考                     |
| ------------------------- | -- | ---------------------------- | ----------- | ----------------- | ------------------------ |
| 1954年（昭和29年）/第5回  | 初 | オー・マイ・パパ             | 06/15       | 高英男            |                          |
| 1956年（昭和31年）/第7回  | -  | (マンボ・バカン)             | (-/25)      | (小坂一也)        | 胃痙攣のため当日出場辞退 |
| 1957年（昭和32年）/第8回  | 2  | ビー・バップ・ア・ルーラ     | 20/25       | ジェームズ繁田    |                          |
| 1958年（昭和33年）/第9回  | 3  | ヤンティ・ヤック             | 04/25       | 小坂一也          |                          |
| 1959年（昭和34年）/第10回 | 4  | スワニー                     | 02/25       | 旗照夫            |                          |
| 1961年（昭和36年）/第12回 | 5  | マック・ザ・ナイフ           | 05/25       | アイ・ジョージ    |                          |
| 1963年（昭和38年）/第14回 | 6  | 思い出のサンフランシスコ     | 04/25       | アイ・ジョージ(2) |                          |
| 1964年（昭和39年）/第15回 | 7  | ショウほどすてきな商売はない | 22/25       | ダーク・ダックス  |                          |
| 1965年（昭和40年）/第16回 | 8  | スワニー(2回目)              | 04/25       | 坂本九            |                          |
| 1971年（昭和46年）/第22回 | 9  | 涙                           | 14/25       | ヒデとロザンナ    |                          |
| 1989年（平成元年）/第40回 | 10 | 愛燦燦                       | 第1部に出演 | (対戦相手なし)    | 美空ひばり追悼           |

（注意点）
- 対戦相手の歌手名の( )内の数字はその歌手との対戦回数、備考のトリ等の次にある( )はトリ等を務めた回数を表す。
- 曲名の後の（○回目）は紅白で披露された回数を表す。
- 出演順は「（出演順）／（出場者数）」で表す。

### ビデオ
- すばらしきわが人生（1992年、シナノ企画）
- すばらしきわが人生 Part5（1999年、シナノ企画）

## 演じた女優
- 芹沢直美（1989年、『美空ひばり物語』）

## 著書
- 『マイソング・マイライフ : 歌に恋して30年』第三文明社、1983年11月30日。
- 愛を謳う青いカナリヤ―女の自叙伝（1987年9月、婦人画報社）
- 花の譜(うた)（1990年10月、くもん出版。三国芳郎との共著）
- 虹になりたい―歌の道一筋に生きる（1998年11月、潮出版社）